# 海启行署区
海启行署区，抗日战争中行政区划，苏中抗日根据地设。
1941年（民国三十年）由江苏省海东行署区改名（县级）。县域包括海门县（今江苏省南通市海门区）、启东县（今江苏省启东市）。1942年（民国三十一年）改称海启崇行署区。 